# 리커창
리커창(중국어: 李克强, 병음: Lǐ Kèqíang, 한자음: 리극강, 1955년 7월 3일~2023년 10월 27일)은 중화인민공화국의 정치인이다.
그는 후진타오 전 주석과 함께 공청단 계열의 일원이었다. 경제적으로 개혁과 자유화를 옹호 측면을 강조한 리커창은 중국 지도부의 더 실용적이고 기술적인 측면을 대표하는 인물이었다. 
그는 공직을 떠난 해인 2023년 10월 27일 상하이 시내의 한 병원에서 심근경색으로 사망했다. 10월 26일, 상하이의 둥자오빈관 호텔 실내 수영장에서 수영 중 심장마비를 일으켰고 급히 병원으로 옮겨졌으나 다음날인 27일 오전 0시 10분 사망하였다.

## 경력
안후이성 추저우시 딩위안현에서 태어났다. 1976년 10월 화궈펑 권력기에 중국공산당에 입당하였으며 안후이성의 봉양 현 인민공사의 당지부 서기로 중국공산당의 공산주의 정치에 입문하였다. 리다자오, 취추바이, 마오쩌둥과 마인추, 덩리췬 등의 정치적 후계자이자 1977년 학번으로 베이징 대학 법률학과에 입학하였으며, 재학 기간 베이징 대학 중국 공산주의 청년단 서기를 맡았다. 뒤에 1994년에는 같은 대학에서 경제학 박사를 졸업하였다. 1985년~1992년 중국 공산주의 청년단 중앙서기처 서기, 1993년 중국 공산주의 청년단 제1서기. 2004년 말, 중국공산당의 랴오닝성으로 옮긴 뒤, 2007년 중반까지 당시 동북공정의 랴오닝성에서 중국공산당 당서기로 재임하였다. 2007년 10월 이후로 중국공산당 중앙정치국 상무위원회, 2008년에 중국공산당에서 상무 부총리, 2013년부터 2023년까지 중화인민공화국 국무원총리를 맡았다.

## 가족
리커창의 부인 청훙(程虹)은 중국 공산주의 청년단의 지방 고위 간부 집안의 딸이다. 허난성 뤄양 인민해방군 외국어학원을 나왔고 중국공산당의 중국사회과학원에서 영문학 박사학위를 취득하였으며, 이후로 베이징 수도경제무역대학에서 영어 교수를 지냈다.

## 사망
2023년 10월 27일, 리커창은 휴가 중에 상하이에서 갑작스러운 심근 경색으로 사망하였다. 사우스차이나모닝포스트(SCMP)는 그가 상하이 동자오 영빈관 호텔에서 수영을 하던 중 심장마비가 발생했다고 보도했다. 더 스탠더드에서는 간 이식 후 항거부반응제의 장기간 사용이 기여 요인이라고 보고했다. SCMP는 그가 관상동맥 우회술도 받았다고 보고했다.
리커창의 유해는 10월 27일 베이징으로 이송됐다. 11월 2일 바바오산혁명묘지에서 추모식이 거행되고 화장됐다. 이날 행사에는 시진핑 주석과 부인 펑리위안 부인, 리창 총리를 비롯해 제20기 정치국 상무위원회 위원 전원, 한정 부주석 등이 참석했다. 국영 언론에 따르면 후진타오 전 주석은 꽃을 보냈지만 참석하지 않았다. 중국 정부 청사, 외교 사절단, 홍콩과 마카오에서는 국기가 게양되었다.

## 작품
스승 리이닝과 쓴 중국의 번영을 위한 전략적 선택 등이 있다.

## 같이 보기
- 리커창 지수